# روبرت أندرسون (لاعب كرة قدم)
روبرت أندرسون (بالإنجليزية: Rupert Anderson)‏ (29 أبريل 1859 بليفربول في المملكة المتحدة - 23 ديسمبر 1944 في المملكة المتحدة) هو لاعب كرة قدم بريطاني (وحمل سابقاً جنسية المملكة المتحدة لبريطانيا العظمى وأيرلندا) في مركز حراسة المرمى. شارك مع منتخب إنجلترا لكرة القدم. أما مع النوادي، فقد لعب مع Old Etonians F.C. ‏.

## وصلات خارجية
- روبرت أندرسون على موقع قاعدة بيانات كرة القدم.إي يو (الإنجليزية)
- روبرت أندرسون على موقع ناشيونال فوتبول تيمز (الإنجليزية)